# Catocala optata
Catocala optata is een vlinder uit de familie van de spinneruilen (Erebidae). De wetenschappelijke naam van de soort is voor het eerst geldig gepubliceerd in 1824 door Godart.
Deze nachtvlinder komt voor in Europa.